# Mr.ウッドコック -史上最悪の体育教師-
『Mr.ウッドコック -史上最悪の体育教師-』（ミスター・ウッドコック しじょうさいあくのたいいくきょうし、原題：Mr. Woodcock）は、2007年制作のアメリカ合衆国のコメディ映画。クレイグ・ギレスピーの監督デビュー作。日本では劇場未公開。

## あらすじ
執筆した自己啓発本がベストセラーになったジョン・ファーリーは、故郷から栄誉賞を受けるため帰郷した。
帰郷したジョンは今では未亡人となった母親から彼氏ができたことを知らされるが、それは少年時代に自分をいじめ続けていた体育教師のウッドコックだった。しかもウッドコックは今でも小学生をいじめており、さらには老人ホームで老人たちまでしごいていた。
これに衝撃を受けたジョンは、母親とウッドコックの結婚を阻止しようと奔走する。

## キャスト
※括弧内は日本語吹替。
- ジャスパー・ウッドコック：ビリー・ボブ・ソーントン（中村秀利）
- ジョン・ファーリー：ショーン・ウィリアム・スコット（三木眞一郎）
- ビヴァリー：スーザン・サランドン（小宮和枝）
- マギー・ホフマン：エイミー・ポーラー（勝生真沙子）
- トレイシー：メリッサ・サージミラー（よのひかり）
- ネダーマン：イーサン・サプリー（河相智哉）
- ルーク：カート・フラー（西村知道）
- サリー：メリッサ・レオ（橘U子）
- ジェイコブ・ダヴィッチ
- アリソン・アシュリー・アーム
- M・C・ゲイニー
- スコット・アドシット
- ブレント・ブリスコー
- ブラッド・バイアー